# Skeninge möte
Skeninge möte – S.H.T-Operett i 3 akter och 5 öppningar, är ett spex från 1883 med text av Carl Magnus Appelberg, efter en plan av Hugo Lindeberg och med originalmusik av Theodor Lagercrantz.
Spexet skrevs för Samfundet SHT där Appelberg var en av de första medlemmarna. Appelberg grundade sedermera filiallogen Jojachim i Linköping där spexet tillkom. Premiären ägde rum den 26 mars 1883 då fyra föreställningar gavs i Arbetareföreningens lokal (Arbis). I rollistan upptas nio personer och två av aktörerna vid premiären var Theodor Lagercrantz själv och Axel Danckwardt-Lillieström.
Handlingen utspelar sig under  Kyrkomötet i Skänninge 1248. Det påvliga sändebudet Wilhelm av Sabina anländer och kräver av de svenska prästerna att de ska leva i celibat. Det ställer till problem för Fader Olaus som har friat till Mäster Svantes vackra dotter Elsa. Elsa är dock förälskad i Folke från Bjälbo ("han med ätten").
Spexet är det femte äldsta spexet i Sverige efter "Mohrens sista suck" (Uppsala 1865), "Rudolf" (Uppsala 1865), "På Madagaskar" (Uppsala 1870) och "Erik XIV" (Uppsala 1875). Då spexet redan före premiären gavs ut i tryck 1882 är det tämligen ofta spelat och framfördes bland annat i Lund 1903 och 1921, samt ett flertal gånger i Linköping. 